# Lucid Gravity
Lucid Gravity – elektryczny samochód osobowy typu SUV klasy wyższej produkowany pod amerykańską marką Lucid od 2024 roku.

## Historia i opis modelu

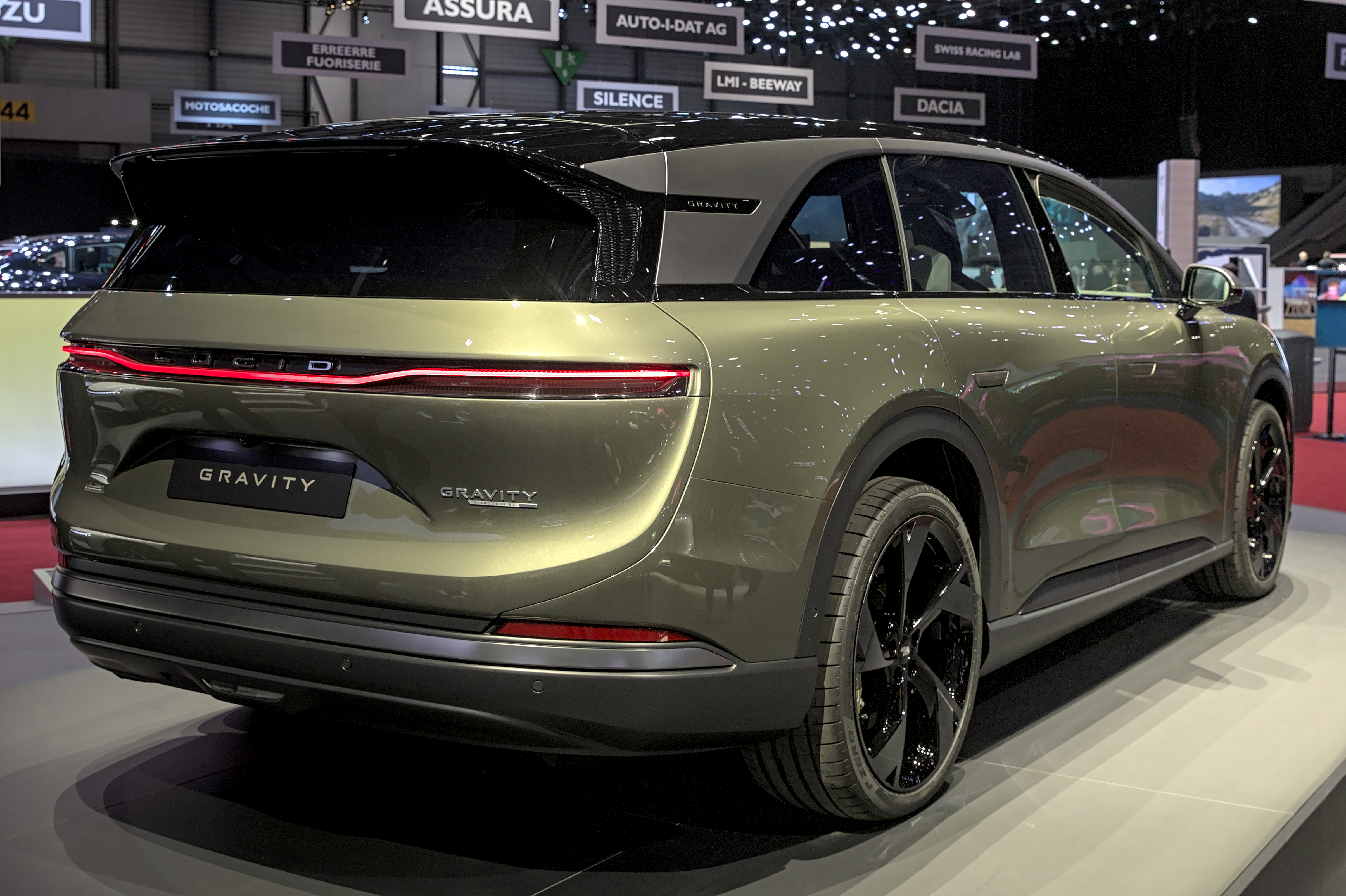
Lucid Gravity - tył

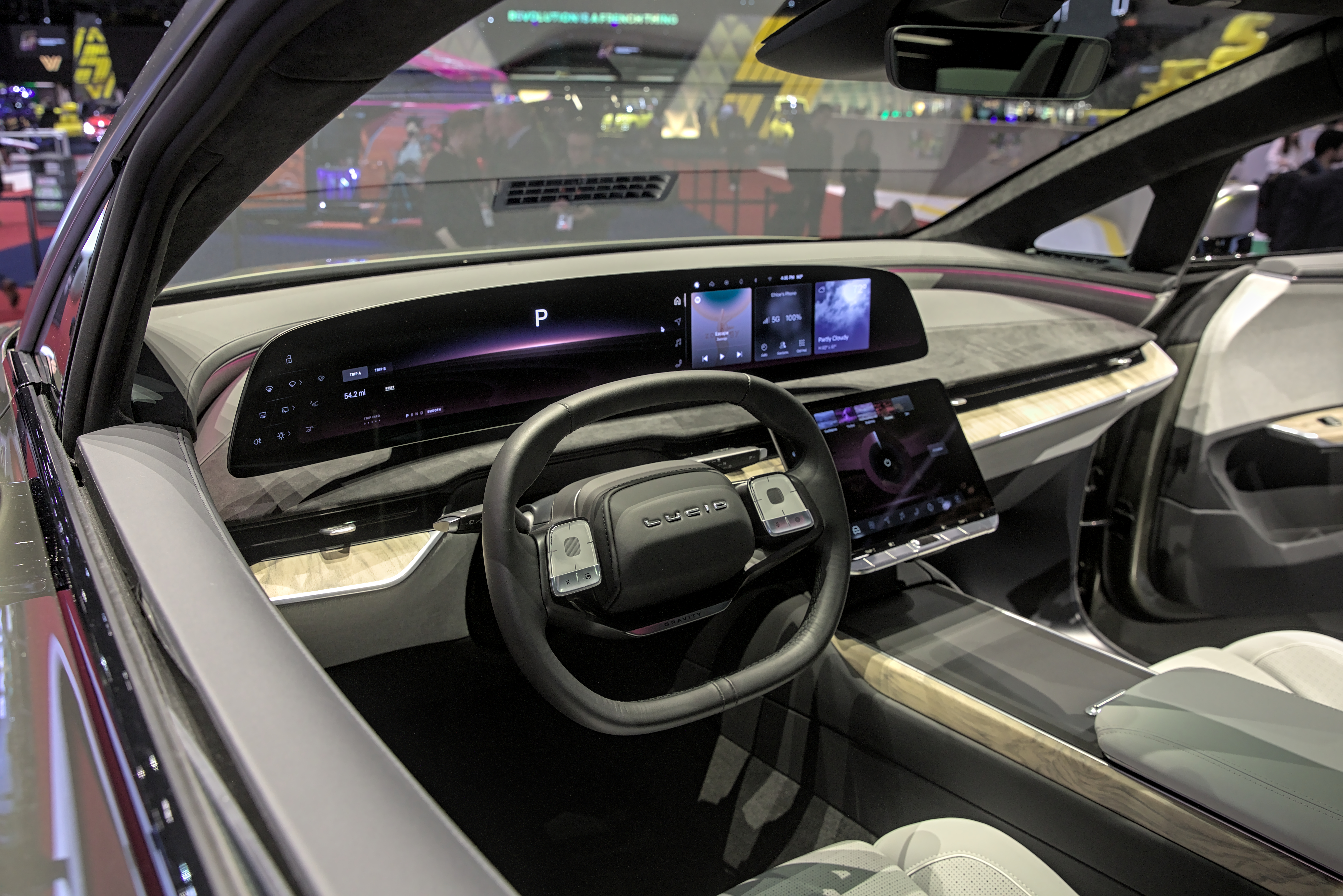
Lucid Gravity - kokpit

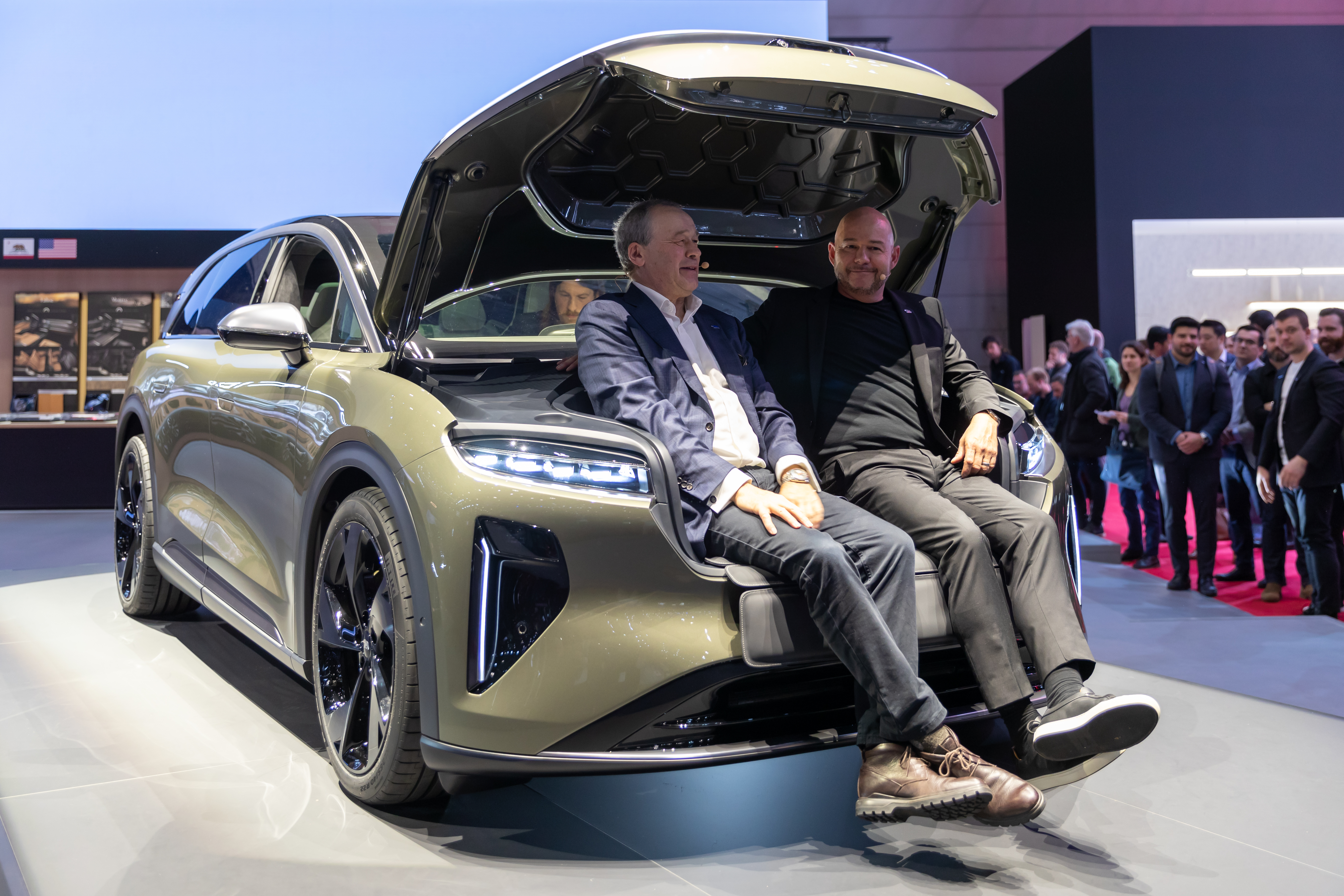
Lucid Gravity - frunk

Już rok przed rozpoczęciem seryjnej produkcji pierwszego samochodu Lucid Motors, amerykański startup zapowiedział we wrześniu 2020 poszerzenie swojej gamy o kolejny, drugi model o kryptonimie Project Gravity. Choć wstępny projekt stylistyczny i ogólna koncepcja była gotowa już wtedy, tak rozwój produkcyjnego samochodu trwał jeszcze kolejne 3 lata. Ostatecznie, oficjalna premiera modelu Lucid Gravity miała miejsce w drugiej połowie listopada 2023, będąc pozycjonowanym jako duży, wyższej klasy SUV klasy premium.
Samochód w obszernym zakresie odtworzył projekt stylityczny oraz rozwiązania techniczne limuzyny Air, adaptując kluczowe cechy stylistyczne do masywnych, przysadzistych proporcji SUV-a. Pas przedni przyozdobiły charakterystyczne wąskie pasy oświetlenia przykryte dużą, chromowaną listwą biegnącą przez całą szerokość pojazdu. Wąska listwa świetlna na całej szerokości nadwozia znalazłą się z kolei na klapie bagażnika, która dzięki braku kloszy lamp na błotnikach została poszerzona i ułatwiła dostęp do bagażnika. Nadwozie zostało obszernie doświetlone, co spotęgował w pełni przeszklony dach dostępny w standardzie w każdej wersji.
Lucid Gravity to samochód o zróżnicowanym zakresie konfiguracji kabiny pasażerskiej, z możliwością przewiezienia do 7 osób w trzech rzędach siedzeń, ponadto z opcjonalnym układem 6 foteli lub 5 foteli w dwóch rzędach. Foremny tylny przedział bagażowy umożliwia przetransportowanie do 3100 litrów bagażu po złożeniu dwóch ostatnich rzędów foteli, a dodatkowy bagażnik znalazł się także pod maską, który dzięki otwieraniu się razem z elementem zderzaka może pełnić funkcję ławki dla swóch osób. Deska rozdzielcza rozwinęła koncepcję z modelu Air, zyskując zakrzywioną 34-calową taflę umieszczoną przed kierowcą, która przyjęła funkcję cyfrowych zegarów i systemu multimedialnego. Ponadto, dodatkowy ekran znalazł się także w niżej, w konsli centralnej, posiadając funkcję skrótów najważniejszych funkcji i uchylając się w celu uzyskania dostępu do dodatkowego schowka.

### Sprzedaż
Początek produkcji Gravity w amerykańskich zakładach Lucida w arizońskim Casa Grande wyznaczony został na koniec 2024 roku, obejmując początkowo głównie rodzimy rynek Stanów Zjednoczonych.

### Dane techniczne
Lucid Gravity to samochód w pełni elektryczny, do którego napędu przeznaczona została m.in. bateria o pojemności ok. 120 kWh umożliwiająca przejechanie na jednym ładowaniu ok. 708 kilometrów. Uzyskanie takich parametrów ułatwiły optymalne parametry aerodynamiczne równe 0,24 Cd. W topowym wariancie samochód ma rozpędzać się do 100 km/h w 3,5 sekundy przy 800 KM mocy.